# Hethe
Hethe – wieś w Anglii, w hrabstwie Oxfordshire, w dystrykcie Cherwell. Leży 25 km na północ od Oksfordu i 86 km na północny zachód od Londynu. W 2001 miejscowość liczyła 279 mieszkańców.